# Advanced Systems Format
Advanced Systems Format (tidligere Advanced Streaming Format, Active Streaming Format) er Microsofts proprietære digital audio/digital video container format, designet specielt til at streame. ASF er en del af Windows Media frameworket.

## Overblik og funktioner
Formatet specificerer ikke, hvordan (dvs. hvilket codec) video eller lyd skal kodes; det specificerer kun strukturen af video/audio streamen. Dette svarer til den funktion, som QuickTime, AVI eller Ogg containerformaterne udfører. Nogle af formålene med ASF er at understøtte afspilning fra digitale medie servere, HTTP servere, og lokale lagringsenheder såsom harddiske.
De mest almindelige ASF-filer indeholder Windows Media Audio (WMA) og/eller Windows Media Video (WMV). Bemærk, at filtypenavnet forkortelser er forskellige fra de codecs, der har samme navn. Filer, der kun indeholder WMA audio kan navngives ved hjælp af en .WMA filendelse, og filer med audio- og video-indhold kan have en filendelse .WMV. Begge filer kan bruge .ASF filendelsen, hvis det ønskes.
ASF-filer kan også indeholde metadata, såsom kunstner, titel, album og genre for et lydspor, eller instruktøren af en videofilm, ligesom de ID3-tags i MP3-filer. Formatet understøtter skalerbare medietyper og stream prioritering; det er derfor et format optimeret til streaming.
ASF-containeren fastlægger rammerne for Digital Rights Management i Windows Media Audio og Windows Media Video. En analyse af en ældre version af Windows Media DRM som anvendes i WMA, afslører, at der anvendes en kombination af elliptisk kurve kryptografi til nøgleudveksling, DES block cipher, en hjemmelavet block cipher, RC4 block cipher og SHA-1 hashing.
ASF-container-baserede medier er normalt streamet på internettet enten gennem MMS-protokollen eller RTSP-protokollen.

## Codecs
Selv om ASF-containerformatet teknisk set kan indeholde et hvilket som helst codec så er det kun WMA og WMV der bliver brugt i virkeligheden. Microsoft's encoding værktøjer (herunder Windows Media Encoder og Windows Movie Maker) producerer ASF/WMA/WMV-filer ved hjælp af DirectX Media Objects (DMO) frameworket. Indtil videre er tredjeparts DMO codecs yderst sjældne.

## Licens
Specifikationen kan frit downloades fra Microsofts hjemmeside og formatet kan gennemføres under en gratis licens fra Microsoft, som dog ikke giver mulighed for distribution af kilder til produceret software med ASF support og er ikke forenelig med open source licenser. Forfatteren af open source software projektet VirtualDub har påstået, at en Microsoft medarbejder meddelte ham at hans software overtrådte et Microsoft patent vedrørende ASF-afspilning.
Visse fejlkorrigeringsteknikker som har forbindelse med ASF er patenteret i USA (United States Patent 6041345, Levi, et al., 21 marts 2000) af Microsoft.